# Trofeo Internacional Club Laieta Barcelona
Il Trofeo Internacional Club Laieta Barcelona è stato un torneo professionistico di tennis giocato su campi in terra rossa. Faceva parte dell'ATP Challenger Series. Si giocava annualmente a Barcellona in Spagna.

## Albo d'oro

### Singolare
| Anno | Campione       | Finalista          | Punteggio |
| ---- | -------------- | ------------------ | --------- |
| 2004 | Stan Wawrinka  | Kristof Vliegen    | 6–4, 6–3  |
| 2005 | Sergio Roitman | Tejmuraz Gabašvili | 6–2, 6–3  |

### Doppio
| Anno | Campioni                                          | Finalisti                          | Punteggio   |
| ---- | ------------------------------------------------- | ---------------------------------- | ----------- |
| 2004 | Emilio Benfele Álvarez Gabriel Trujillo Soler (1) | Ignacio González King Diego Moyano | 7–6(5), 6–4 |
| 2005 | Óscar Hernández Gabriel Trujillo Soler (2)        | Álex López Morón Albert Portas     | 7–5, 6–4    |